# Східне Мунозеро
Східне Мунозеро (рос. Восточное Мунозеро) — селище у Терському районі Мурманської області Російської Федерації.
Населення становить 0 осіб. Належить до муніципального утворення Умбське міське поселення.

## Історія
Згідно із законом від 8 грудня 2004 року органом місцевого самоврядування є Умбське міське поселення.

## Населення
| 2002 | 2010 |
| ---- | ---- |
| 0    | →0   |